# بوديشيا
بوديشيا أو ألكرنك (الاسم العلمي Bowdichia)، جنس نبات من فصيلة البقولية، تنمو في جامايكا وفنزويلا وكولومبيا والبرازيل وتُدعى (بوديشيا فُيرجيل)، كانت مسجلة في دستور أدوية 1866، وأُعيد تسجيلها في الدستور عام 1975.
يقع لِحاؤها في قطع مُسطحة، مُحمرة اللون من فوق، صفراء من الداخل، طعمها مر. يؤكد البعض أنها مضادة لزهري، موسعة للبؤبؤ. وهي غير
مستعملة خارج بلاد مصدرها. يؤخذ من المسحوق أو يحضر نبيذًا.